# Boca del Río (municipalité)

La municipalité de Boca del Río est l'une des 212 municipalités de l'État de Veracruz, et est située dans la partie centrale de cet État. Située au bord du golfe du Mexique, à l'embouchure du fleuve Río Jamapa, cette municipalité de faible superficie fait intégralement partie de l'agglomération de Veracruz, et lui est administrativement liée par son appartenance à la Zona metropolitana de Veracruz (es), qui regroupe autour de ce centre urbain les municipalités faisant partie de son aire d'attraction. Cette municipalité dépend également de la région administrative de Sotavento, qui est une des 10 subdivisions administratives de l'État de Veracruz. Son chef-lieu est la ville éponyme de Boca del Río.

## Géographie

Municipalité de Boca del Río

La municipalité de Boca del Río s'étire du sud au nord le long du golfe du Mexique, et prend appui au sud sur l'embouchure du fleuve Río Jamapa. Située au sud de Veracruz, elle fait pleinement partie de son agglomération urbaine. Son chef-lieu est la ville de Boca del Río, située au sud de son territoire, sur l'embouchure du fleuve Río Jamapa. Très urbanisé, son territoire couvre une superficie de 37,2 km2, et était peuplé en 2010 de 138 058 habitants, pour une densité de 3707,3 habitants par km2.
Elle fait administrativement partie de la Zona metropolitana de Veracruz (es), qui regroupe les municipalités de Alvarado, Boca del Río, Jamapa, Manlio F. Altamirano, Medellín et Veracruz, pour une population totale de 939 046 habitants.
Elle est limitrophe à l'ouest de la municipalité de Veracruz, au sud-ouest de celle de Medellín, et à l'est de celle de Alvarado.

## Composition et démographie
La municipalité était composée en 2010 de 14 localités, dont 2 étaient considérées comme urbaines, les autres étant rurales.
| Localité            | Population |
| ------------------- | ---------- |
| Veracruz            | 126 507    |
| Boca del Río        | 9947       |
| Paso Colorado       | 912        |
| San José Novillero  | 316        |
| El Estero           | 102        |
| Reste des localités | 274        |
| Total population    | 138 058    |

En plus de l'espagnol, plusieurs langues amérindiennes sont parlées dans la municipalité, dont les principales sont par ordre d'importance : zapotèque, le maya, le mazatèque, le nahuatl, et le chinantèque.

## Histoire
En 1879, la municipalité de Boca del Río cède les haciendas de Santa María Punta, Hato et Antón Lizardo à sa voisine Alvarado.

## Économie

### Agriculture et élevage
Le territoire de la municipalité ne comprend pas de parcelles vouées à l'agriculture.
En 2014, la production de viande par tonnes comprenait 114,6 tonnes de viande bovine, 70,3 tonnes de viande porcine, 1,9 tonnes de viande ovine, 0,7 tonnes de viande caprine, 5,2 tonnes de volailles, et 0,8 tonnes de dinde. La superficie vouée à l'élevage représentait alors 857 hectares.